# 菲利皮訥

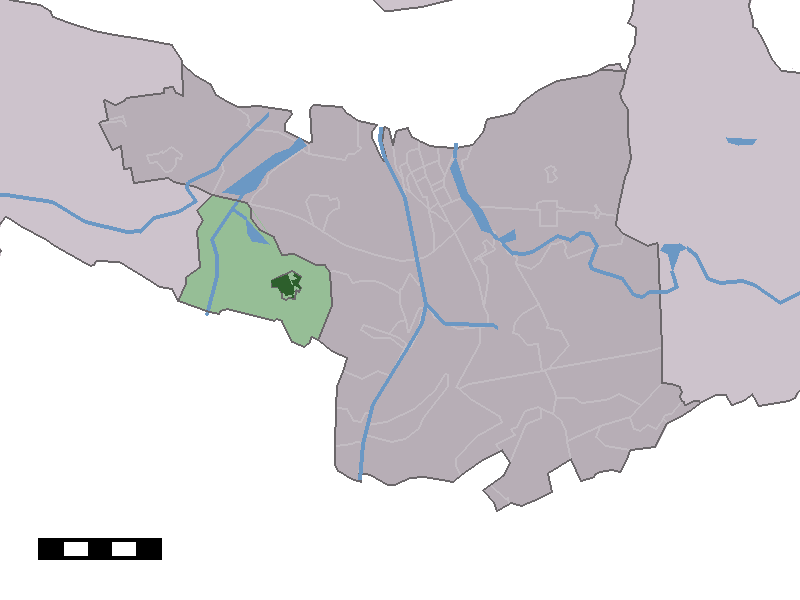
菲利皮訥在在泽蘭省的位置。深綠範圍是市中心。

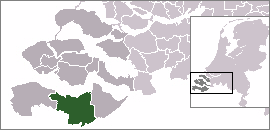
泽蘭省在荷蘭的位置

菲利皮訥（荷蘭語：Philippine）是荷蘭泽蘭省泰爾訥曾的城鎮，距泰爾訥曾市中心5公里，人口1970（2001年）。菲利皮訥的蚌在當地甚有名氣。菲利皮訥一向是市镇，直至1970年被併入萨斯范亨特。
菲利皮訥的荷蘭文名称「Philippine」與東南亞國家菲律賓的塔加洛語原文「Philippines」極度相近。
51°17′N 3°46′E / 51.283°N 3.767°E